# Cayetana Fitz-James Stuart
María del Rosario Cayetana Fitz-James Stuart y de Silva, 18a duquessa d'Alba, 11a duquessa de Berwick, Gran d'Espanya (Madrid, 28 de març de 1926 – Sevilla, 20 de novembre de 2014) va ser una aristòcrata espanyola, cap de la Casa d'Alba i la tercera dona a portar el títol per dret propi.

## Biografia
Nascuda a Madrid el 28 de març de 1926, va ser l'única filla de Jacobo Fitz-James Stuart, 17è Duc d'Alba, un preeminent polític i diplomàtic durant les dècades de 1930 i 1940, i la seva esposa, María del Rosario de Silva y Gurtubay, 9a marquesa de San Vicente del Barco. La seva àvia era la reina consort d'Espanya Victòria Eugènia de Battenberg, la muller del rei d'Espanya, Alfons XIII.
El seu títol principal era el de duquessa d'Alba, però en tenia 49. D'acord el Guinness World Records, tenia més títols reconeguts que cap altre noble al món. Comptava amb vuit títols de duquessa (d'Alba, Berwick, Llíria i Xèrica, Almazán, Huéscar, Arjona, Híxar i Montoro, els quatre últims cedits a quatre dels seus fills), un de comtessa-duquessa (d'Olivares), dinou de marquesa, vint de comtessa (entre els quals el comtat de Guimerà) i un de vescomtessa. D'ells, setze títols tenen Grandesa d'Espanya.
Era descendent directa del rei Jaume II d'Anglaterra i VII d'Escòcia, a través del seu fill il·legítim James Fitz-James Stuart, primer duc de Berwick, tingut amb la seva amant Arabella Churchill.

## Primers anys
Va néixer la nit del 28 de març de 1926 en una de les habitacions del Palau de Llíria. En el mateix moment del seu naixement, el seu pare estava reunit amb tres dels seus millors amics: el doctor Gregorio Marañón, el filòsof José Ortega y Gasset i l'escriptor Ramón Pérez de Ayala. Segons va explicar en diverses ocasions, el fet de ser una nena no va molestar el seu pare, tot i que la seva mare sí que s'estimava més un baró. En néixer, la va atendre el doctor Gregorio Marañón i ràpidament van informar-ne a la premsa i a la Casa Reial.
Va ser batejada el 17 d'abril al Palau Reial i els padrins van ser el rei Alfonso XIII i la reina Victoria Eugenia de Battenberg. Va rebre els noms de María del Rosario Cayetana Paloma Alfonsa Victoria Eugenia Fernanda Teresa Francisca de Paula Lourdes Antonia Josefa Fausta Rita Castor Dorotea Santa Esperanza Fitz-James Stuart y de Silva Falcó y Gurtubay.
Els escassos records que tenia de la seva mare eren sempre al llit o estirada als jardins. La mantenien allunyada d'ella, ja que estava malalta de tuberculosi i tenien por del contagi. Per tal que es recuperés millor, va ser enviada uns quants anys a Suïssa, però la seva salut va empitjorar i finalment va tornar a Madrid, on va morir el gener de 1934 amb 33 anys.

## Educació
Des del seu naixement va rebre una acurada educació de la mà de la primera institutriu miss Willison. Quan la seva mare va empitjorar es va decidir que la petita Cayetana passés menys temps a casa, de manera que la van enviar al Col·legi de l'Assumpció de Madrid, on va començar a rebre les primeres lliçons. Quan va arribar la Segona República, es va traslladar a París i es va matricular al Col·legi de l'Assumpció de París, centre que va deixar una empremta negativa en la seva memòria. Quan el seu pare va ser traslladat a Londres com a ambaixador, en esclatar la Guerra Civil Espanyola, va assistir en un col·legi de Kensington, on va rebre una acurada educació que es reforçava amb les classes a casa. Com que parlava perfectament l'anglès, el pare li va posar una altra institutriu, Frau Dorphi, perquè aprengués alemany. A més, també rebia classes de castellà i cultura espanyola d'Elvira Yebra. La duquessa d'Alba parlava amb fluïdesa castellà, anglès, francès, alemany i italià.

## Primer matrimoni, amb Luis Martínez de Irujo, i descendència
Quan va tornar a Espanya, seguint les recomanacions del seu pare, va contraure matrimoni amb l'enginyer industrial Luis Martínez de Irujo y Artázcoz (1919-1972), fill dels ducs de Sotomayor i marquesos de la Casa Irujo, a la catedral de Sevilla el 12 d'octubre de 1947. L'enllaç va tenir una gran repercussió social fins al punt que el diari Liberation el va qualificar com «el casament més car del món» en costar prop de 20 milions de pessetes de l'època. D'aquest matrimoni van néixer els seus sis fills, a cada un dels quals la duquessa d'Alba va atorgar un títol nobiliari amb Grandesa d'Espanya:
- Carlos Fitz-James Stuart y Martínez de Irujo (Madrid, 2 d'octubre de 1948), 18è duc de Huéscar (a partir del 23 d'abril de 1954) i actual duc d'Alba, és l'encarregat de l'administració de la Casa i patró de la Fundació Casa d'Alba. Es va casar el 18 de juny de 1988 a Sevilla amb Matilde Solís-Beaumont y Martínez-Campos i el matrimoni va ser anul·lat posteriorment. Van tenir dos fills:

- Fernando Cayetano Luis Jesús Fitz-James Stuart y Solís (Madrid, 14 de setembre de 1990), casat amb Sofia Palazuelo Barroso (matr. 2018)

- Carlos Arturo José María Fitz-James Stuart y Solís (Madrid, 29 de novembre de 1991), casat amb Belén Corsini de Lacalle (matr. 2021)

- Alfonso Martínez de Irujo y Fitz-James Stuart (Madrid, 22 d'octubre de 1950), 19è duc d'Híjar (a partir del 6 d'abril de 2013) i també duc d'Aliaga. És llicenciat en Ciències Econòmiques a la Universitat Complutense de Madrid. Va viure a París, on va treballar per a la banca Morgan. És patró de la Fundació Casa d'Alba. Actualment fa activitats com a vicedecà de la Diputació Permanent i del Consell de la Grandesa d'Espanya. Es va casar el 4 de juliol de 1977 a Marbella amb la princesa María de la Santísima Trinidad de Hohenlohe-Langenburg (8 d'abril de 1957), filla dels prínceps de Hohenlohe, de la qual actualment està divorciat i amb qui va tenir dos fills:

- Luis Martínez de Irujo y Hohenlohe (26 de maig de 1978).
- Javier Martínez de Irujo y Hohenlohe (9 de gener de 1981). Casat el 20 de setembre de 2008 amb Inés Domecq y Fernández-Govantes (1983). Són pares de dos fills: Sol Martínez de Irujo y Domecq (n. 2011) i Alfonso Martínez de Irujo y Domecq (n. 2013).

- Jacobo Fitz-James Stuart y Martínez de Irujo (Madrid, 15 de juliol de 1954), 24è comte de Siruela (a partir del 9 de juny de 1982). Va cursar Filosofia i Lletres però va deixar la universitat. És un editor literari fundador de les editorials Siruela i Atalanta. Casat l'1 de novembre de 1980 amb María Eugenia Fernández de Castro y Fernández-Shaw (15 d'octubre de 1954), de la qual està divorciat i amb qui va tenir dos fills:

- Jacobo Fitz-James Stuart y Fernández de Castro (Madrid, 23 de març de 1981). Casat el 14 de maig de 2011 amb Asela Pilar Pérez Becerril. Són pares d'una filla, Asela Martínez de Irujo y Pérez (n. 2012).

- Brianda Eugenia Fitz-James Stuart y Fernández de Castro (Madrid, 11 d'abril de 1984).

Es va casar en segones núpcies en 2004 a Venècia amb la periodista Inka Martí Kiemann (6 de gener de 1964).
- Fernando Martínez de Irujo y Fitz-James Stuart (Madrid, 11 de juliol de 1959), 12è marquès de San Vicente del Barco (a partir del 26 de gener de 1994). Va estudiar dret en el CEU San Pablo, dependent llavors de la Universitat Complutense de Madrid. Treballa per al Banc Central Hispano.

- Cayetano Martínez de Irujo y Fitz-James Stuart (Madrid, 4 d'abril de 1963), 4t duc d'Arjona (a partir del 15 de maig de 2013). És una figura mundial de les competicions eqüestres i número u del rànquing espanyol. Casat el 15 d'octubre de 2005 a Sevilla amb la model mexicana Genoveva Casanova González (Mèxic, 30 de novembre de 1976), amb qui va tenir els bessons:

- Luis Martínez de Irujo y Casanova, (Mèxic, 25 de juliol de 2001).
- Amina Martínez de Irujo y Casanova, (Mèxic, 25 de juliol de 2001).

La parella es va divorciar a finals de 2007.
- Eugenia Martínez de Irujo y Fitz-James Stuart (Madrid, 26 de novembre de 1968), 11a duquessa de Montoro (a partir del 24 de novembre de 1994). Casada el 23 d'octubre de 1998 a Sevilla amb el torero Francisco Rivera Ordóñez, de qui es va divorciar en 2002.

- Cayetana Rivera y Martínez de Irujo (Sevilla, 16 d'octubre de 1999).

## Segon matrimoni, amb Jesús Aguirre
Luis Martínez de Irujo va morir el 1972 víctima de leucèmia i la duquessa d'Alba es va tornar a casar el 16 de març de 1978 amb Jesús Aguirre y Ortiz de Zárate (1937-2001), doctor en Teologia. Jesús Aguirre era un home culte, onze anys més jove que la duquessa, que va tenir bona relació amb els fills des del principi. Es va dedicar, amb l'ajuda del fillastre Carlos, a gestionar el patrimoni familiar dels Alba. En 2001, la duquessa va enviduar per segona vegada: Jesús Aguirre va morir a causa d'un càncer de laringe.

## Tercer matrimoni, amb Alfonso Díez
A principis de l'any 2008, van començar a sorgir els rumors sobre una possible relació de la duquessa amb el funcionari Alfonso Díez Carabantes (Palència, 15 de novembre de 1950), a qui havia conegut feia anys gràcies a la seva amistat amb Jesús Aguirre.
En agost de 2011, la duquessa i Alfonso van anunciar el casament a la tardor al palau de Dueñas a través d'un comunicat. Finalment, es va celebrar el 5 d'octubre de 2011.

## Herència
El 4 de juliol de 2011, Cayetana d'Alba va avançar el repartiment de l'herència personal, valorada en 1.000 milions d'euros, entre els seus sis fills. Per mitjà d'una donació escripturada davant d'un notari de Madrid, els fills, que s'havien mostrat favorables i agraïts amb aquesta decisió, van rebre 110 milions d'euros cadascú i van passar a ser els titulars registrals dels seus béns. A més, Carlos, com a primogènit i futur duc d'Alba, va rebre el llegat artístic vinculat a la Fundació Casa d'Alba, valorat en més de 2.000 milions d'euros, i els palaus de Liria, Monterrey i Dueñas, tot i que aquest últim ja era a nom del primogènit, Fernando (n. 1990), com a futur hereu de la casa. Cal aclarir que les cases i col·leccions esmentades, d'acord amb la legislació sobre fundacions, no es poden vendre i s'han de mantenir unides.
Malgrat aquest repartiment, la duquessa va seguir encapçalant i administrant el patrimoni dels Alba, fent valer el dret d'usdefruit.